# Op5 Monitor
op5 Monitor és un producte de software per servidors, monitoratge de xarxa i gestió basat en el projecte de codi obert Nagios, desenvolupat i amb el suport d'op5 AB. op5 Monitor mostra l'estat, la situació i el rendiment de la xarxa TI que s'està monitoritzant i té integrat un servidor dels logs del sistema, OP5 Logger. L'empresa comercialitza el software descarregable que controla, visualitza i soluciona problemes d'entorns TI i recull la informació tant del hardware com del software, sigui virtual i/o en serveis basats en el núvol.

## Història
L'empresa va ser fundada el 2004 per Jan Josephson i Fredrik Åkerström a Estocolm, Suècia i l'actual director general és Jonas Vestin. L'empresa va ser concebuda per crear una solució de monitoratge dels sistemes informàtics capaç de manegar grans entorns de TI.

## Management Packs
Els mòduls d'administració (en anglés Management Packs) són els contenidors de les mètriques de monitoratge predefinides. Els usuaris poden crear els seus propis mòduls d'administració i establir el seu propi estàndard sobre la forma de monitorar un dispositiu específic dins de la xarxa.
- Management pack DNS server[7]
- Management pack Generic server[7]
- Management pack Standalone VMware ESXi virtualization host[7]
- Management pack Web server with HTTPS[7]
- Management pack Web server.json[7]
- Management pack Windows server[7]

## Extensions
Les extensions d'op5 són un conjunt de productes que el doten de funcionalitats específiques que milloren encara més el control.
- op5 Monitor Peer: Extensió per a realitzar un monitoratge escalable[9]
- op5 Monitor Poller: Extensió per mantenir el control sobre diferents ubicacions.[10]
- op5 Monitor Cloud Extension: Extensió per disposar d'un sistema complet al núvol.[11]

## Complements
Els complements d'op5 Monitor són desenvolupats normalment pels partners o altres companyies desenvolupadores de software per la seva pròpia extensió o integració amb op5 Monitor.
- JIMO integration és un complement per a JIRA: Amb el qual obtenim una comunicació de dos vies entre op5 Monitor i JIRA. Desenvolupat per Mogul.[12][13][14]
- NetApp monitoring: Complement per a poder monitorar sistemes d'emmagatzemament de dades "NetApp".[15]
- Bischeck add-on: El complement Bischeck és un projecte de codi obert que proporciona monitoratge d'aplicacions i processos amb comportament dinàmic.[16]

## Premis i reconeixements
op5 ha estat mencionat en articles de premsa, i ha rebut diferents premis, com ara Cool Vendor premiat per Gartner en 2010.
- 2013 Red Herring 100 Global Winner[21]
- 2012 Red Herring 100 Europe Winner[22]
- 2010 Obtenció de la classificació de crèdit AAA[23]
- 2008 Acreditat com "Fast 500 EMEA" premiat per Deloitte Technology.[24]